# Скляров Никита Сергеевич
Скляров Никита Сергеевич
 Казахстанский спортсмен международного уровня, пауэрлифтер, чемпион Алматы, Европы, Азии по силовым видам спорта. Блогер - Контентмейкер, Мастер спорта международного класса, Организатор соревнований по силовым видам спорта в Алматы.
1. ↑  Instagram. www.instagram.com. Дата обращения: 27 мая 2025.

Скляров Никита Сергеевич родился 5 ноября 2004 года в Городе Алматы, Казахстан. Проживает в поселке Боралдай - Алматинская область.
Заниматься спортом Скляров Никита начал в 2022 году, Впервые выступил на соревнованиях в 2023 году 21 октября, в которых взял золото в дисциплине «строгий подъем на бицепс» и серебро в дисциплине «классический пауэрлифтинг без экипировки»
Участвовал в таких турнирах по силовым видам спорта как: 
Арматура 2024
Арматура Лайт 2024
Арматура 2025
Чемпионат Казахстана Федерации WRPF 2023
Чемпионат Азии Федерации WRPF 2024
Чемпионат Европы Федерации NPA “Strong Generation 4”
Чемпионат Казахстана Федерации NPA «Алатау Батырлары 2»
Имеет следующие спортивные звания:
Мастер спорта в дисциплине «Экстримальный подъем на бицепс»
Кандидат в мастера спорта в дисциплине «строгий подъем на бицепс»
Мастер спорта в дисциплине «Подъем на бицепс Аполлон Аксель»
Мастер Спорта Международного Класса в дисциплине «экстримальный подъем на бицепс»
Скляров Никита установил следующие рекорды:
100кг Подъем на бицепс экстримальный - личный рекорд
95кг Подъем на бицепс экстримальный - официальный рекорд
85кг Подъем на бицепс классический- личный рекорд
75кг - Подъем на бицепс «Аполлон Аксель»
65кг - Подъем на бицепс строгий
Весовая категория спортсмена - до 82.5кг